# هارکور-سور-سی
هارکور-سور-سی (به فرانسوی: Haraucourt-sur-Seille) یک کمون در فرانسه است که در Canton of Château-Salins واقع شده‌است.

## خصوصیات
هارکور-سور-سی ۸٫۰۸ کیلومترمربع مساحت و ۱۲۶ نفر جمعیت دارد و ۲۲۰ متر بالاتر از سطح دریا واقع شده‌است.